# Áron Szilágyi
Áron Szilágyi (født 1990 i Budapest) er en ungarsk sabelfægter.
Han repræsenterede Ungarn ved sommer-OL 2012 i London, hvor han blev olympisk mester.
Ved sommer-OL 2020 i Tokyo vandt han guld i den individuelle konkurrence. Han vandt senere bronze i holdkonkurrencen.
Ved sommer-OL i Paris i 2024 vandt han sølv i holdkonkurrencen.